# Eilanden (boek)
Eilanden is een boek van Boudewijn Büch over afgelegen eilanden over de hele wereld. De eerste druk verscheen in 1981. In 1991 kwam er een herziene druk, gevolgd door een aantal herdrukken.
In het boek houdt Büch een betoog over veelal kleine eilanden, die door hun afgelegen locatie en/of bijzondere geschiedenis een uitgebreide bespreking mogelijk maken. De auteur verhaalt ook over het gevoel van eenzaamheid en verlatenheid, dat de eilanden bij hem oproepen en de eilandliefde of 'nesofilie' die hij hierdoor ervaart. Enkele van de beschreven eilanden zijn Sint-Helena, Clipperton, Duivelseiland, Picton, Lennox en Nueva, Bikini en Palau.
Het boek werd gevolgd door Eenzaam, Het ijspaleis, Blauwzee en Leeg en kaal. In november 2013 verschijnt er nieuwe uitgave, Alle eilanden met een voorwoord van Büchkenner Diederik van Vleuten. Naast de vijf titels staan daarin verhalen die allemaal betrekking hebben op eilanden, zoals in andere boeken en in zijn reisprogramma's.